# Harun
Harun al-Barxaluní —àrab: هارون البرشلوني, Hārūn al-Barxalūnī— va ser l'últim valí musulmà de Barcelona, del 800 al 801.
A la tardor del 800, assetjada Barcelona, el valí Sadun ar-Ruayní en va fugir per demanar ajuda, però va ser capturat. El capitost musulmà Harun, emparentat amb alguns nobles gots de la ciutat, va assumir el govern interinament.
Harun era partidari de la resistència fins a la mort i no volia rendir-se als francs que assetjaven la ciutat, però els seus mateixos parents i aliats gots, davant la gana i les penalitats per les que estaven passant, el van fer presoner i van lliurar el valí i Barcelona als francs el 3 d'abril del 801.
De Harun no se'n sap res més després de la seva captura i lliurament als francs. Berà, un noble franc, fill del comte de Tolosa, va ser nomenat primer comte de la ciutat.